# Aitziber Alonso
Vous êtes invité à donner votre avis sur cette page de discussion, de manière argumentée en vous aidant notamment des critères d’admissibilité ou en présentant des sources extérieures et sérieuses.  
Après avoir apposé le modèle {{Admissibilité}} sur une page, suivez les étapes expliquées sur Wikipédia:Débat d'admissibilité/Aide :
| 1. | Créez la page de débat d'admissibilité.                                                                      | Sauvegardez d’abord la page pour l’initialiser puis indiquez votre motivation.         |
| 2. | Important : ajoutez une entrée dans la section Débat d'admissibilité du jour.                                | Utilisez ce texte : *{{L\|Aitziber Alonso}}                                            |
| 3. | Pensez à informer les contributeurs principaux de la page et les projets associés lorsque cela est possible. | Utilisez ce texte : {{subst:Avertissement débat d'admissibilité\|Aitziber Alonso}}~~~~ |

Pour les articles homonymes, voir Alonso.

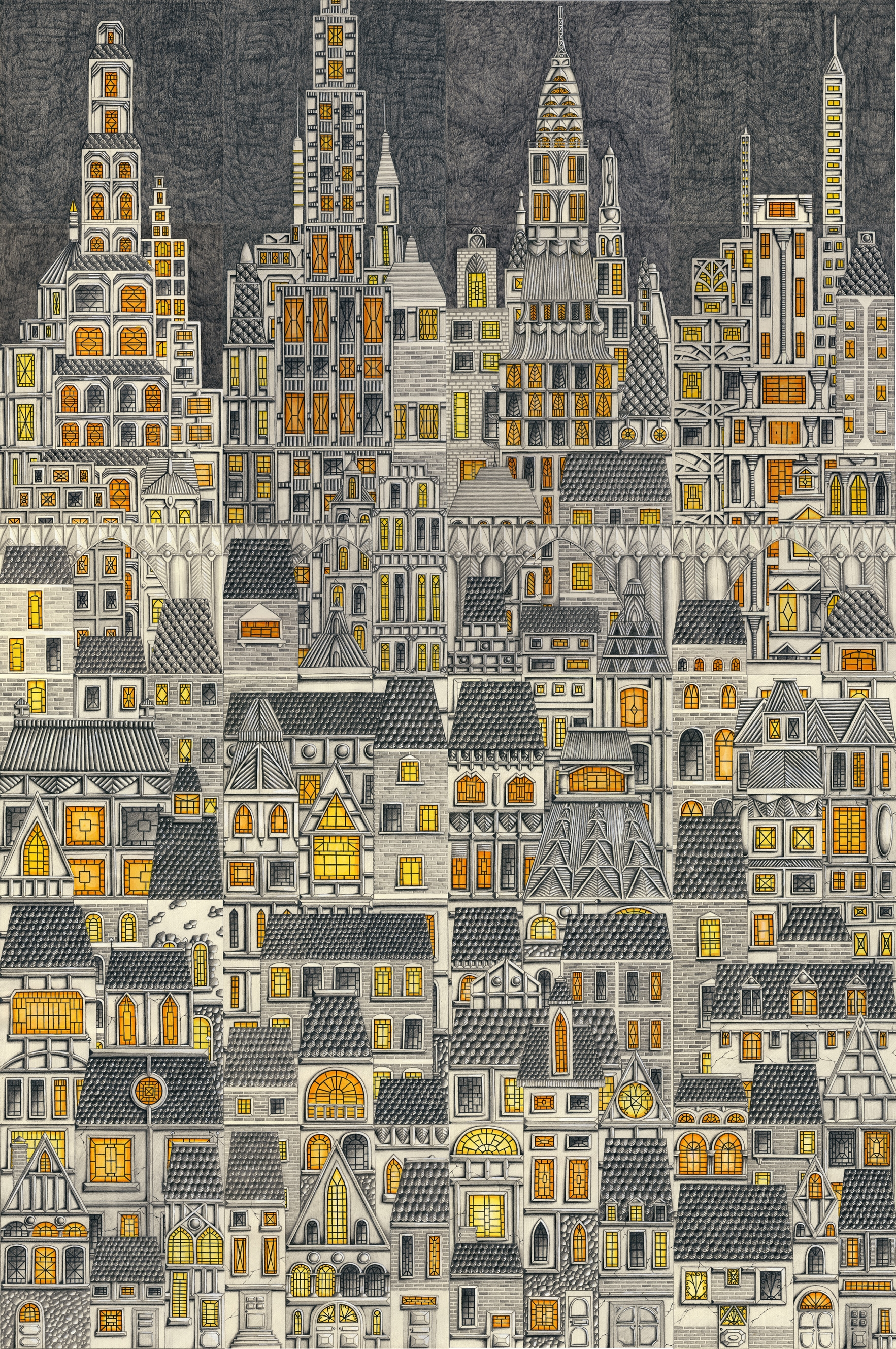
Hiri bat gauez (Une ville la nuit).

Aitziber Alonso (Saint-Sébastien, 1971) est une illustratrice basque espagnole qui jusqu'à présent[Quand ?] a illustré principalement des livres de littérature pour les enfants et les jeunes. Elle a fait ses études en beaux-arts à l'université du Pays basque en se spécialisant au dessin. D'autre part, elle a travaillé aussi dans les domaines de la photographie, l'infographie et le multimédia.